# Henri Laoust
Henri Laoust (Fresnes-sur-Escaut, 1º aprile 1905 – Rognes, 12 novembre 1983) è stato un orientalista francese.
A lui si debbono lavori fondamentali sul pensiero hanbalita e sulle diversità di pensiero (che paradossalmente chiamò "scismi") nell'Islam.

## Biografia
Henri Laoust completò i suoi studi secondari nel liceo Gouraud di Rabat, dove suo padre era direttore dell'Institut des hautes études marocaines (IHEM), poi al liceo Louis-le-Grand di Parigi. Accolto nell'École normale supérieure di rue d'Ulm, aggregato d' arabo, insegnò dapprima a Costantina, poi divenne segretario generale e quindi direttore dell'Institut français d'études arabes de Damas (1937-1941). Fu in seguito professore nell'Università di Lione (1946-1956), al Collège de France dal 1956 al 1976 (cattedra di "Sociologia musulmana"). Fu eletto membro dell'Académie des inscriptions et belles-lettres nel 1974.
Questo grande erudito di carattere modesto (cosa che non gli impediva talvolta un parlare schietto), era inoltre membro delle Accademie arabe del Caire e di Damasco.

## Opere
Oltre a innumerevoli articoli, sempre densi e spesso voluminosi, pubblicati in riviste specializzate francesi e straniere, sulla storia del pensiero arabo-islamico (al-Māwardī, Ahmad ibn Hanbal, Ibn Taymiyya, Ibn Khaldūn, al-Hillī, al-Baghdādī, e altri ancora), si debbono a Henri Laoust opere di grande rilievo, tra cui:
- Essai sur les doctrines sociales et politiques d'Ibn Taimîya (661/1262-728/1328), Le Caire, IFAO (Institut français d'archéologie orientale), 1939. (Tesi di dottorato ès-lettres)
- Le Traité de droit public d'Ibn Taimîya (traduzione annotata della Siyâsa shar'iyya), Institut français de Damas, 1952.
- Les gouverneurs de Damas sous les premiers ottomans (traduzione degli Annali di Ibn Tûlûn e di Ibn Jûm'a), Institut français de Damas, 1952.
- Le hanbalisme sous le califat de Bagdad, Parigi, Geuthner, 1959.
- Le hanbalisme sous les Mamlouks bahrides, Revue des Études Islamiques, 1960.
- Les schismes dans l'Islam, Parigi, Payot 1965,[3] e numerose riedizioni. (Un classico[4])
- La politique de Ghazâlî, Parigi, Geuthner, 1970.
- Le califat dans la doctrine de Rachîd Ridâ, Parigi, Maisonneuve, 1986.